# Klub Sportowy Developres Rzeszów
Il Klub Sportowy Developres Rzeszów è una società pallavolistica polacca femminile con sede a Rzeszów: milita nel campionato di Liga Siatkówki Kobiet.

## Storia
Il Klub Sportowy Developres Rzeszów viene fondato il 25 aprile 2012 ed iscritto alla II liga, terzo livello del campionato polacco: il club ottiene immediatamente la promozione in I liga, classificandosi al secondo posto. In serie cadetta arriva ancora un secondo posto, che qualifica la squadra al torneo di qualificazione alla Liga Siatkówki Kobiet, che conclude al secondo posto, ottenendo la seconda promozione in due anni.
In seguito all'accesso alla massima serie, pur non cambiando denominazione, il club inizia ad operare come società per azioni: arriva così l'esordio nel campionato 2014-15, concluso con l'undicesimo posto in classifica e la permanenza nella massima categoria.
Nella stagione 2016-17 la formazione raggiunge il terzo posto finale in campionato, qualificandosi per la prima volta nella propria storia alla Champions League. Nella stagione 2021-22 si aggiudica il suo primo trofeo, ossia la Supercoppa polacca, seguito dal successo in Coppa di Polonia.

## Rosa 2021-2022
| N° | Nome                    | Ruolo | Data di nascita   | Nazionalità sportiva |
| -- | ----------------------- | ----- | ----------------- | -------------------- |
| 2  | Gabriela Wojtowicz      | C     | 27 novembre 1988  | Polonia              |
| 3  | Bruna da Silva          | O     | 3 luglio 1989     | Brasile              |
| 5  | Marta Krajewska         | P     | 2 maggio 1998     | Polonia              |
| 6  | Katarzyna Bagrowska     | S     | 5 settembre 2000  | Polonia              |
| 7  | Jelena Blagojević       | S     | 1º dicembre 1988  | Serbia               |
| 8  | Anna Stencel            | C     | 28 agosto 1995    | Polonia              |
| 10 | Katarzyna Wenerska      | P     | 9 marzo 1993      | Polonia              |
| 12 | Aleksandra Szczygłowska | L     | 22 marzo 1998     | Polonia              |
| 14 | Dominika Witowska       | C     | 1º febbraio 1995  | Polonia              |
| 15 | Kara Bajema             | S     | 24 marzo 1998     | Stati Uniti          |
| 16 | Izabella Rapacz         | O     | 25 settembre 1995 | Stati Uniti          |
| 17 | Malwina Smarzek         | O     | 3 giugno 1996     | Polonia              |
| 20 | Daria Bąkowska          | L     | 30 maggio 1991    | Polonia              |
| 27 | Ann Kalandadze          | S     | 10 dicembre 1998  | Georgia              |
| 95 | Magdalena Jurczyk       | C     | 28 ottobre 1995   | Polonia              |
| 98 | Julia Bińczycka         | P     | 4 gennaio 2002    | Polonia              |

## Palmarès
- Coppa di Polonia: 1

2021-22
- Supercoppa polacca: 1

2021